# Go-Sakuramachi
Cesarzowa Go-Sakuramachi (jap. 後桜町天皇 Go-Sakuramachi tennō; ur. 23 września 1740, zm. 24 grudnia 1813) – 117. cesarzowa Japonii, ostatnia z ośmiu japońskich cesarzy-kobiet. Panowała w latach 1762–1771. Jej własnym imieniem było Toshiko (智子).

## Życiorys
Go-Sakuramachi urodziła się 23 września 1740, jako druga córka cesarza Sakuramachi. Jej starsza siostra zmarła jako dziecko, a jej brat po śmierci ojca, kiedy miała 7 lat, został cesarzem Momozono. 30 sierpnia 1762 Momozono zmarł. Na podstawie dekretu wydanego przez Momozono za jego życia, następcą tronu miała zostać jego starsza siostra, ponieważ jego syn, Hidehito (późniejszy Go-Momozono), był za młody. 15 września 1762 odbyła się jej intronizacja.
Go-Sakuramachi zasiadała na cesarskim tronie przez dziewięć lat. 9 stycznia 1771 abdykowała na rzecz swego bratanka, właściwego następcy tronu, Go-Momozono. Była cesarzowa miała nadzieję, że Go-Momozono będzie panował długo, jednak ten zmarł już po ośmiu latach, w 1779, nie doczekawszy się syna. Wtedy Go-Sakuramachi przedyskutowała ze starszymi członkami dworu decyzję podjętą na łożu śmierci przez swego bratanka, dotyczącą adopcji Moruhito, syna dalekiego kuzyna Sukehito, i zgodziła się na nią (inne źródła mówią, że to ona wybrała Moruhito na przyszłego cesarza).
Go-Sakuramachi zmarła w wieku 73 lat, 24 grudnia 1813. Nigdy nie wyszła za mąż i nie miała dzieci. Napisała książkę pt. Kinchū-nenjū no koto (jap. 禁中年中の事 Sprawy z lat na dworze cesarskim).

## Genealogia
| Nakamikado 中御門天皇 ur. 14 stycznia 1702 zm. 10 maja 1737 | Nakamikado 中御門天皇 ur. 14 stycznia 1702 zm. 10 maja 1737 |                                                         |                                                         | Konoe 近衛前子 ur. ?? zm. po 1720 | Konoe 近衛前子 ur. ?? zm. po 1720 |  |  | N.N. ??? ur. ?? zm. ?? | N.N. ??? ur. ?? zm. ?? |                                  |                                  | N.N. ??? ur. ?? zm. ?? | N.N. ??? ur. ?? zm. ?? |
|                                                             |                                                             |                                                         |                                                         |                                   |                                   |  |  |                        |                        |                                  |                                  |                        |                        |
|                                                             |                                                             |                                                         |                                                         |                                   |                                   |  |  |                        |                        |                                  |                                  |                        |                        |
|                                                             |                                                             | Sakuramachi 桜町天皇 ur. 8 lutego 1720 zm. 28 maja 1750 | Sakuramachi 桜町天皇 ur. 8 lutego 1720 zm. 28 maja 1750 |                                   |                                   |  |  |                        |                        | Nijo 二条舎子 ur. ?? zm. po 1740 | Nijo 二条舎子 ur. ?? zm. po 1740 |                        |                        |
|                                                             |                                                             |                                                         |                                                         |                                   |                                   |  |  |                        |                        |                                  |                                  |                        |                        |
|                                                             |                                                             |                                                         |                                                         |                                   |                                   |  |  |                        |                        |                                  |                                  |                        |                        |
|                                                             |                                                             |                                                         |                                                         |                                   |                                   |  |  |                        |                        |                                  |                                  |                        |                        |

|  |  | Go-Sakuramachi 後桜町天皇 ur. 23 września 1740 zm. 24 grudnia 1813 |